# Varför är kärleken röd? (sång)
Varför är kärleken röd? är en sång på svenska med text och musik av Torgny Söderberg. Den sjöngs av den svenska country- och popsångerskan Kikki Danielsson då den kom på andra plats i den svenska Melodifestivalen 1983. Varför är kärleken röd? utkom 1983 även på singel, med sången Du skriver dina kärlekssånger på b-sidan.
Birthe Kjær spelade 1983 in en cover med text på danska, vid namn Hvorfor er kærlighed rød?.
I Så mycket bättre 2017 spelades låten in av Sabina Ddumba.

## Låtlista

### Sida A
1. Varför är kärleken röd?

### Sida B
1. Du skriver dina kärlekssånger

### Fotnoter
1. ↑  Coverversionen - Cover-Versionen und Musikzitate-Datenbank
2. ↑  Johanna Hagström (18 november 2017). ”Icona Pop gjorde slut i baktakt” (på svenska). Göteborgsposten. http://www.gp.se/n%C3%B6je/icona-pop-gjorde-slut-i-baktakt-1.4840110. Läst 20 november 2017.